# Замбжиці-Янково
Замбжиці-Янково (пол. Zambrzyce-Jankowo) — село в Польщі, у гміні Рутки Замбровського повіту Підляського воєводства.
Населення — 30 осіб (2011).
У 1975-1998 роках село належало до Ломжинського воєводства.

## Демографія
Демографічна структура станом на 31 березня 2011 року:
|          | Загалом | Допрацездатний вік | Працездатний вік | Постпрацездатний вік |
| -------- | ------- | ------------------ | ---------------- | -------------------- |
| Чоловіки | 11      | 3                  | 5                | 3                    |
| Жінки    | 19      | 4                  | 9                | 6                    |
| Разом    | 30      | 7                  | 14               | 9                    |